# Zone insulaire des États-Unis
Les zones insulaires des États-Unis sont des territoires de ce pays qui ne font partie ni d'un État, ni du district de Columbia. Ces territoires se trouvent dans les Antilles et dans l'océan Pacifique.

Carte des États-Unis, avec les 50 États et Washington en vert et les zones insulaires dans les autres couleurs.
les 50 États et Washington (district de Columbia)
les territoires incorporés non organisés : l'atoll Palmyra
les territoires organisés non incorporés ayant le statut de Commonwealth : Porto Rico et les îles Mariannes du Nord
les autres territoires organisés non incorporés : Guam et les îles Vierges des États-Unis
les territoires non organisés non incorporés : l'île de la Navasse, le récif Kingman, l'île Jarvis, l'île Wake, les îles Midway, l'île Howland, l'île Baker et les Samoa américaines.